# Рабіс
Рабі́с (вірм. Ռաբիս) або рабі́з (вірм. Ռաբիզ) — жанр вірменської популярної музики, що вирізняється своєю лірикою й танцювальними синтезованими мелодіями в розмірі 6/8 з елементами арабської та вірменської народної музики.

## Походження назви
Попри широке використання терміна, етимологія слова «рабіс» не зовсім зрозуміла. За однією версією, згідно з деякими джерелами, воно походить від російського словосполучення «работники искусства» (укр. працівники мистецтва), яке використовували за радянських часів для позначення спілок, що спеціалізувалися на створенні нової музики. Інші вважають, що це слово має турецьке або арабське коріння, оскільки слово «раб» означає творець або бог, тоді як арабське ім'я «азіз», яке використовується багатьма вірменами в значенні «коханий», можливо, можна вважати ще одним коренем, таким чином, називаючи виконавців жанру коханими творцями.

## Історія

### СРСР
Поняття рабіс з'явилося за радянських часів. Для того, щоб об'єднати діячів мистецтва в одну організацію, на початку 1920-х років було створено Спілку працівників мистецтв СРСР, відповідно вірменський територіальний підрозділ РАБІСу. Деякий час по тому творчі спілки були утворені, а РАБІС перетворився на установу музикантів-аматорів, що займаються весіллями та похоронами.
Представники цього жанру та їхні слухачі офіційно стали вважатися маргінальним шаром, а музика, відповідно, маргінальною. Рабіс був відкинутий радянською владою, що протистояла не тільки радянській «культурній людині» (передовій, розвиненій), а й національному ідеалу вірменської людини.
Музикантам не дозволяли доступ на радіо і телеканали, їх не висвітлювали в засобах масової інформації. Рабіс поширювався завдяки таємним вечіркам та іншим урочистостям, на яких співали пісні цього жанру.
Рабіс почав ставати популярним у 1980-ті роки. Карабаський рух дав поштовх до розвитку цього жанру, оскільки крім любовних пісень почали співати й патріотичні пісні.

### Республіка Вірменія
Після розпаду СРСР і здобуття Вірменією незалежності, рабіс став масовішим жанром музики й більше не вважався маргінальним.
У середині 1990-х почали з'являтися різні телевізійні програми, до участі в яких запрошували виконавців рабісу, почали випускати альбоми й касети, багато пісень цього жанру стали хітами.
Новим піком популярності рабісу стала середина 2000-х років. З'явився піджанр рабісу — естрадний рабіс, виконання якого було схоже на класичну форму, але вирізнявся м'якшим звучанням і поєднанням з електронною музикою та іншими музичними жанрами.

## Музичний опис
На думку критиків, рабіс має арабське або турецьке походження. Це пояснюється тим, що багато пісень цього жанру мають схожість із піснями турецького жанру арабеска. Вокальний тон зазвичай співається тенором і імітує традиційні, а також основні вокальні стилі, які можна почути в турецькій або арабській музиці, водночас співак підспівує разом з основною мелодією у своєрідній імпровізації, зазвичай з вібрато, якщо таке можливе. Рабіс зазвичай виконується з оркестром, що складається з вокаліста, клавішника, дудукіста або кларнетиста (або обидва музиканти), також дхоліста.
Останніми роками відбувається синтез між рабісом та іншими жанрами, такими як поп, хіп-хоп, електронна танцювальна музика та інші.

## Теми пісень
Теми пісень здебільшого про кохання (зокрема про нерозділене кохання), тугу, смуток, печаль, горе і біль.

## Поширення
За межами Вірменії рабіс є популярним у вірменській діаспорі, особливо в Росії та США (переважно в Лос-Анджелесі та Глендейлі).

## Різновиди
- Шаран (вірм. Շարան) — є різновидом рабісу, в якому пісні об'єднані однією темою, написані в одній або однойменних тональностях, а в різних тональностях пов'язані модулюючою послідовністю акордів. Виконується під час весілля та інших урочистостей. Схожий на попурі.
- Естрадний рабіс (вірм. Էստրադային ռաբիս) — піджанр рабісу, виконання якого схоже на класичну форму, але вирізняється м'якшим звучанням і поєднанням з електронною музикою та іншими музичними жанрами. Найпопулярніший вид цього жанру. Часто виконується з оркестром. Відомі виконавці — Арменчик, Арман Ованесян, Тата Симонян, Арташ Асатрян, Тигран Асатрян тощо.

## Сленг
У сленгу рабіса є як загальні жаргонні вирази, так і запозичення з іноземних мов та специфічні поняття. Деякі популярні приклади:
- кярту (вірм. քյարթու) — синонім рабіса
- цавд танем (вірм. ցավդ տանեմ) — віднесу твій біль
- сртіт мернем (вірм. սրտիդ մեռնեմ) — дослівно — помру за твоє серце
- кянк джан (вірм. կյանք ջան) — (дослівно — моє життя) звернення до коханої (-ого) або до людини, яка тобі симпатична
- нанар (вірм. նանար) — красуня
- кайфот (вірм. կայֆոտ) — гарна (-ий), класний (-ая)
- локш (вірм. լոքշ) — нудьга
- натурі (вірм. նատուռի) — дійсно
- анкап (вірм. անկապ) — безглуздо

## Стереотипи образу
Негатив у низки популярних співаків та поціновувачів пісень полягає у стереотипах щодо зовнішнього вигляду, способу життя та способу мислення таких людей.
Серед них:
- Велике матеріальне багатство.
- Ексклюзивний одяг, особливо вузький, туфлі на високих підборах.
- Сленг із великою кількістю російських слів.
- Домінантна мужність або яскраво виражена жіночність.

## Відомі виконавці
- Арам Асатрян
- Татул Авоян
- Спітакці Айко (Айк Гевондян)
- Тата Симонян
- Пол Багдадлян
- Армен Алоян
- Тигран Жамкочян
- Вардан Урумян
- Левон Абрамян
- Вле Халоян
- Арменчик
- Арман Оганесян
- Арташ Асатрян
- Тигран Асатрян